# Episodi di Blue Mountain State (prima stagione)
La prima stagione della serie televisiva Blue Mountain State è stata trasmessa dal canale statunitense Spike TV dall'11 gennaio 2010 al 30 marzo 2010.
In Italia la stagione è stata trasmessa dal 19 aprile al 5 luglio 2010 su MTV.
| nº | Titolo originale               | Titolo italiano                    | Prima TV USA     | Prima TV Italia     |
| -- | ------------------------------ | ---------------------------------- | ---------------- | ------------------- |
| 1  | It's Called Hazing, Look It Up | Benvenuti alla Blue Mountain State | 11 gennaio 2010  | 19 aprile 2010      |
| 2  | Promise Ring                   | La compagnia dell'anello           | 12 gennaio 2010  | 19 aprile 2010      |
| 3  | Pocket Pussy                   | Una per tutti                      | 19 gennaio 2010  | 26 aprile 2010      |
| 4  | Rivalry Weekend                | Tutto per la squadra               | 26 gennaio 2010  | 3 maggio 2010       |
| 5  | There's Only One Second Best   | La rivincita delle riserve         | 2 febbraio 2010  | 10 maggio 2010      |
| 6  | The Drug Olympics              | Una squadra stupefacente           | 9 febbraio 2010  | 17 maggio 2010      |
| 7  | The Legend of the Golden Arm   | Il leggendario braccio d'oro       | 16 febbraio 2010 | 24 - 26 maggio 2010 |
| 8  | LAX                            | La vergine eroina                  | 23 febbraio 2010 | 31 maggio 2010      |
| 9  | Midterms                       | La squadra è in buone mani         | 2 marzo 2010     | 9 giugno 2010       |
| 10 | Marathon Monday                | A tutta birra                      | 9 marzo 2010     | 14 - 15 giugno 2010 |
| 11 | Ransom                         | Come padre e figlio                | 16 marzo 2010    | 21 giugno 2010      |
| 12 | Piss Test                      | Falli tattici                      | 23 marzo 2010    | 28 giugno 2010      |
| 13 | Bowl Game                      | Senza esclusione di colpi          | 30 marzo 2010    | 5 luglio 2010       |